# Норвезький жолоб

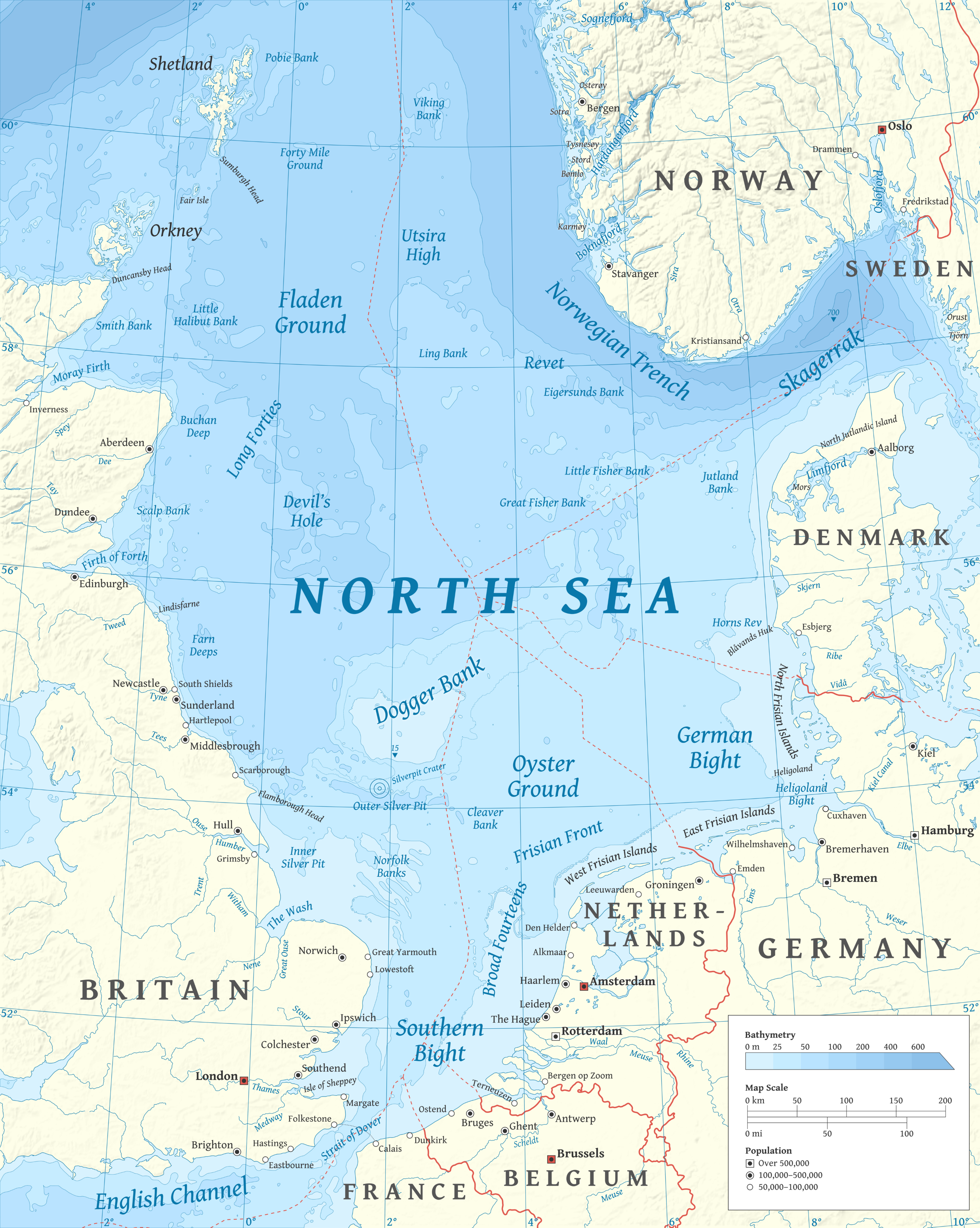
Норвезький жолоб на мапі Північного моря

60° пн. ш. 4° сх. д. / 60° пн. ш. 4° сх. д.
Норвезький жолоб — подовжена западина на морському дні (але не океанічний жолоб) біля південного узбережжя Норвегії. Простягається від півострова Стад (фюльке Согн-ог-Ф'юране) на північному заході до Осло-фіорда на південному сході. Жолоб має від 50 до 95 км завширшки та 250—300 м, біля узбережжя Ругаланн, завглибшки, проте найглибша точка западини — у районі Арендаля і становить 700 м, тоді як середня глибина Північного моря — всього 100 метрів.
Западина була сформована протягом останніх 1,1 млн років і є наслідком ерозії, пов'язаної з багаторазовою дією льодовикових потоків Жолоб не є дією субдукції пов'язаної з океанічними жолобами, коли одна тектонічна плита занурюється під іншу. Норвезький жолоб був створений русловими ерозійними процесами пізнього третинного періоду. Плейстоценові льодовики і льодовикові щити поглибили жолоб Під час великих зледеніннь, Скагеррак був місцем з'єднання льодовикових потоків з південно-східної Норвегії, південної Швеції і частини сучасної акваторії Балтійського моря